# Programme de Brünn
Le programme de Brünn (en allemand : Brünner Programm) est le nom donné au programme du parti ouvrier social-démocrate (Sozialdemokratische Arbeiterpartei, SDAP) d'Autriche, adopté à Brünn (Brno), le 29 septembre 1899.